# كولن كينغ-أنسيل
كولن كينغ-أنسيل هو سياسي نيوزيلندي، ولد في 1946. نشط حزبياً في New Zealand National Front ‏.